# Araponga-do-nicarágua
A araponga-do-nicarágua (Procnias tricarunculatus) é uma ave migratória centro-americana da família Cotingidae, gênero Procnias, abundante na Costa Rica, em Honduras, na Nicarágua e no Panamá.
Os sexos são muito diferentes na aparência. O macho tem cabeça e garganta brancas e a plumagem restante é castanha. Da base do bico pendem três barbelas compridas, finas e pretas que ele usa em exibição. A fêmea tem plumagem verde-oliva com plumagem amarelada na parte inferior e uma área de ventilação amarela.

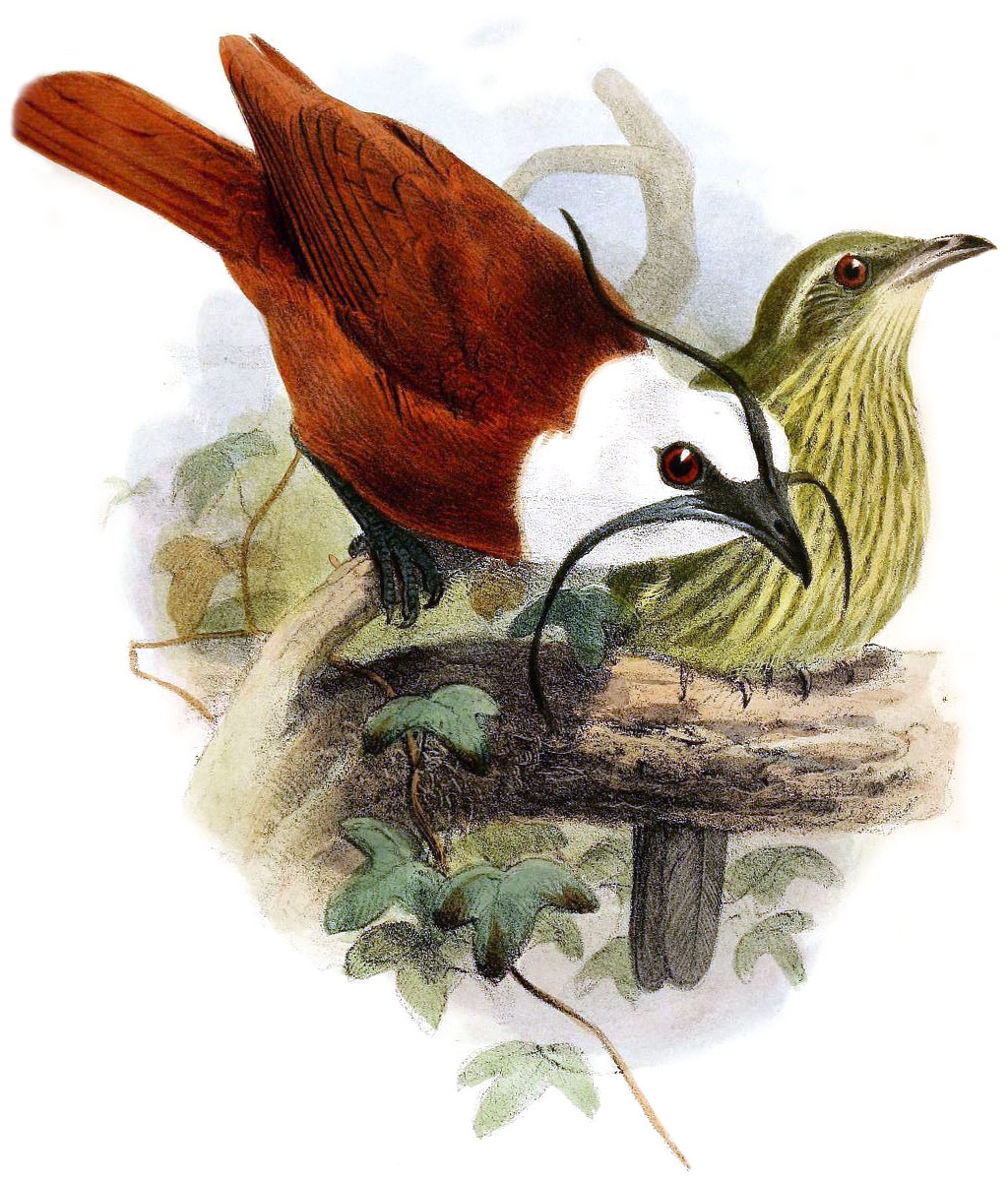
Macho (à esquerda) e fêmea (à direita).

A espécie é completamente frugívora, alimentando-se principalmente dos frutos das árvores da família Lauraceae, da qual o abacate faz parte.